# Joachim Rumohr
Joachim Rumohr (ur. 6 sierpnia 1910 w Hamburgu, zm. 11 lutego 1945 w Budapeszcie) – niemiecki wojskowy, SS-Brigadeführer, generał major Waffen SS, dowódca 8 Dywizji Kawalerii SS. Uczestnik II wojny światowej.

## Życiorys
Urodził się w 1910 roku w Hamburgu. W 1935 roku wstąpił do NSDAP, a także do SS. Do końca listopada 1935 awansował na SS-Obersturmführera. W ciągu następnych lat stopniowo awansował – w 1938 roku otrzymał promocję na SS-Hauptsturmführera w oddziałach SS-Verfügungstruppe (SS-VT).
Wraz z wybuchem wojny oddziały Rumohra walczyły w czasie kampanii w Polsce i we Francji. W czasie inwazji na Grecję w styczniu 1941 roku dowodził 2. batalionem artylerii SS. 1 czerwca 1942 roku przeniesiony do dywizji kawalerii SS, w tym samym roku awansowany na SS-Obersturmbannführera, a w lutym 1943 odznaczony Krzyżem Niemieckim w złocie. Za dowodzenie swoimi oddziałami w rejonie środkowego Dniepru został odznaczony Krzyżem Rycerskim. Na przełomie zimy 1943–1944 walczył w okolicach miast Krzemieńczuk i Kirowohrad.
1 kwietnia 1944 roku objął dowództwo nad 8 Dywizją Kawalerii SS „Florian Geyer”, został także awansowany na SS-Standartenführera. 9 października 1944 roku jego nazwisko zostało wymienione w codziennym raporcie Wehrmachtbericht. W listopadzie 1944 roku awansowany na SS-Brigadeführera i został wysłany do walki w rejon Budapesztu. Za walkę w okolicach stolicy Węgier został odznaczony Liśćmi Dębu do swojego Krzyża Rycerskiego. Wycofując się z Budapesztu w lutym 1945 roku, został poważnie ranny. 11 lutego tego samego roku popełnił samobójstwo, aby uniknąć radzieckiej niewoli. Miał 34 lata.